# Batouri
Batouri – miasto w Kamerunie, w Regionie Wschodnim, stolica departamentu Kadey. Liczy blisko 45,3 tys. mieszkańców.

## Miasta partnerskie
- Deurne
- Leszno